# سكان جزر المحيط الهادئ

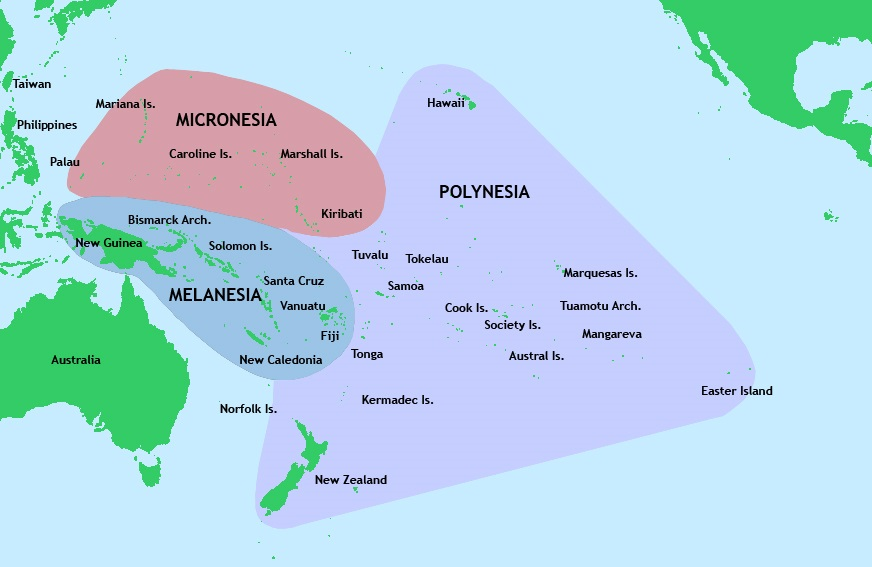
مناطق ثقافة المحيط الهادئ

سكان جزر المحيط الهادئ، الباسيفيكيون، الباسيفيكا، الباسيفيكينز أو نادرًا ما يسمون الباسيفيكيرز هم شعوب جزر المحيط الهادئ. كمصطلح إثني / عرقي مستخدم لوصف الشعوب الأصلية -السكان والجاليات- من أي من المناطق الفرعية الرئيسية الثلاث لأوقيانوسيا (ميلانيزيا وميكرونيزيا وبولينيزيا).
يشمل الميلانيزيون الفيجيين (فيجي)، والكاناك (كاليدونيا الجديدة)، وني-فانواتو (فانواتو)، وسكان بابوا غينيا الجديدة (بابوا غينيا الجديدة)، وسكان جزر سليمان (جزر سليمان)، وسكان غرب بابوا (إندونيسيا الغربية).
يشمل سكان ميكرونيزيون الكارولينيين (جزر كارولين)، وتشاموروس (غوام وجزر ماريانا الشمالية)، وتشوكيزي (تشوك)، وآي-كيريباتي (كيريباتي)، والكوسرايين (كوسراي)، وسكان جزر مارشال (جزر مارشال)، والبالاوان (بالاو)، والبوهنبيين (بوهنبي). واليابيسيين (ياب).
يشمل البولينيزيون النيوزيلنديين الماوري (نيوزيلندا)، سكان هاواي الأصليين (هاواي)، ورابا نوي (جزيرة إيستر)، وساموا (جزر ساموا الأمريكية)، والتاهيتيون (تاهيتي)، والتوكيلاويين (توكيلاو)، والالنيويون (نيوي)، وجزر كوك الماوري (جزر كوك) وسكان تونغا (تونغا). من المهم ملاحظة أن مصطلح باسيفيكا قد استخدم لأول مرة في أوتياروا نيوزيلندا لوصف الجاليات (المجموعات) العرقية غير الأصلية التي هاجرت إلى البلد من دول المحيط الهادئ المدرجة سابقًا (باستثناء نيوزيلندا). عند استخدامه في نيوزيلندا، فإن هذا المصطلح يستبعد السكان الماوريين الأصليين.
تضم أوكلاند، نيوزيلندا أكبر تجمع في العالم لسكان جزر المحيط الهادئ الحضريين الذين يعيشون خارج بلدانهم، ويشار إليها أحيانًا باسم عاصمة البولينيزيا في العالم. جاء هذا نتيجة التدفق المستمر للهجرة من البولينيزيين من دول مثل ساموا وتونجا وجزر كوك ونيوي وبولينيزيا الفرنسية في القرنين العشرين والحادي والعشرين.
وقد تأخذ المصطلحات الشاملة سكان جزر المحيط الهادئ وجزر المحيط الهادئ أيضًا معانٍ عديدة أخرى. في بعض الأحيان، يشير مصطلح جزر المحيط الهادئ فقط إلى الجزر الواقعة داخل المناطق الثقافية لبولينيزيا وميلانيزيا وميكرونيزيا، وإلى الجزر الاستوائية ذات الجيولوجيا المحيطية بشكل عام، مثل جزيرة كليبرتون. في بعض الاستخدامات الشائعة، يشير المصطلح إلى جزر المحيط الهادئ التي كانت مستعمرة من قبل البرتغاليين والإسبان والهولنديين والبريطانيين والفرنسيين والألمان والأمريكيين واليابانيين. في استخدامات أخرى، قد يشير إلى المناطق ذات التراث اللغوي الأسترونيزي مثل تايوان وإندونيسيا وميكرونيزيا وبولينيزيا وجزر ميانمار، والتي وجدت نشأتها في ثقافات العصر الحجري الحديث في جزيرة تايوان. في سياق جيوسياسي غالبًا، مدد المصطلح إلى أبعد من ذلك ليشمل مساحة كبيرة من اليابسة في جنوب المحيط الهادئ في أستراليا.

## الحد
في شمال المحيط الهادئ، كانت الجزر غير الاستوائية في وحول ألاسكا واليابان وروسيا مأهولة بأشخاص مرتبطين بمجموعات السكان الأصليين الأمريكيين ومن الشرق الأقصى، مع بعض المجموعات العرقية اليابانية التي يُنظر إليها أيضًا على أنها مرتبطة بمجموعات السكان الأصليين في المحيط الهادئ. في جنوب المحيط الهادئ، كانت جزيرة إيستر الواقعة في أقصى شرق المحيط مع أي سكن بشري هي جزيرة إيستر، التي استوطنها شعب بولينيزيا رابا نوي. تعد الجزر المحيطية الواقعة وراء تلك المجاورة لأمريكا الوسطى وأمريكا الجنوبية (غالاباغوس، وريفيلاجيجيدو، وجزر خوان فرنانديز، إلخ) من بين آخر الأماكن الصالحة للسكن على وجه الأرض التي اكتشفها البشر. ضمت كل هذه الجزر (باستثناء كليبرتون) من قبل دول أمريكا اللاتينية بعد بضع مئات من السنين من اكتشافاتها، وفي البداية كانت تستخدم في بعض الأحيان كسجون للمدانين. اليوم عدد قليل من هذه الأجزاء مأهولة بالسكان، بشكل رئيسي من قبل سكان البر الرئيسي الناطقين بالإسبانية من المستيزو أو البيض من أصل أمريكا اللاتينية. لا يعتبر هؤلاء الأفراد من سكان جزر المحيط الهادئ بموجب التعريف القياسي القائم على العرق. بالمعنى الواسع، ما يزال من الممكن أن يُنظر إليهم على أنهم يشملون شريحة صغيرة ناطقة بالإسبانية من أوقيانوسيا، إلى جانب سكان جزيرة إيستر، الذين استعمرهم التشيليون في النهاية. يشير كتاب أطلس لغات التواصل بين الثقافات في المحيط الهادئ وآسيا والأمريكتين الصادر عام 1996 إلى أن اللغة الإسبانية كانت شائعة الاستخدام في منطقة المحيط الهادئ في حقبة الاستعمار في الفلبين، كما يشير إلى أنه في الوقت الحالي، لا تنتشر اللغة الإسبانية على نطاق واسع في جنوب المحيط الهادئ، وغير معروفة خارج عدد قليل من الأماكن. يتحدث السكان المقيمون الإسبانية فقط في جزر غالاباغوس الإكوادورية، والمناطق التابعة لتشيلي في رابا نوي (جزيرة إيستر)، وجزر خوان فرنانديز، وعدد قليل من الجزر الصغيرة الأخرى. معظم الأماكن التابعة لدول أمريكا اللاتينية المعزولة في المحيط الهادئ إما غير مأهولة بالسكان أو مستخدمة كمواقع عسكرية، ويعمل بها مواطنو البر الرئيسي.
تقع جزيرة لورد هاو بين أستراليا ونيوزيلندا، وهي واحدة من الجزر المحيطية الأخرى الصالحة للسكن التي لم يكن لها اتصال بالبشر قبل الاكتشاف الأوروبي. تدار الجزيرة حاليًا من قبل أستراليا، وسكانها هم في الأساس من الأستراليين الأوروبيين الذين نشأوا من البر الرئيسي، مع وجود عدد صغير أيضًا من الأستراليين الآسيويين. كما هو الحال مع سكان الجزر الناطقين بالإسبانية في جنوب شرق المحيط الهادئ، لا يعتبروا عادةً من سكان جزر المحيط الهادئ بموجب تعريف قائم على العرق. كما عزلت الجزر النائية وغير الصالحة للسكن في وسط المحيط الهادئ مثل جزيرة بيكر بشكل عام عن البشر قبل الاكتشاف الأوروبي. ومع ذلك، يُعتقد أن سكان جزر المحيط الهادئ ربما زاروا بعض هذه المواقع، بما في ذلك جزيرة ويك. في حالة جزيرة هاولاند، ربما كانت هناك محاولة قصيرة للتسوية.
تعتبر الجريدة الرسمية لجمعية علوم الأرض في آسيا وأوقيانوسيا (AOGS) أن مصطلح جزر المحيط الهادئ يشمل ساموا الأمريكية، جزر كوك، جزيرة إيستر، جزر غالاباغوس، ولايات ميكرونيزيا الموحدة، فيجي، بولينيزيا الفرنسية، غوام، هاواي، كيريباتي، جزر مارشال، ناورو، كاليدونيا الجديدة، نيوي، جزر ماريانا الشمالية، بالاو، بابوا غينيا الجديدة، جزر بيتكيرن، جزيرة سالاس وغوميز، ساموا، جزر سليمان، توكيلاو، تونغا، توفالو، جزر الولايات المتحدة البعيدة الصغيرة، فانواتو واليس وفوتونا. تضم طبعة عام 1982 من دليل جنوب المحيط الهادئ، بقلم ديفيد ستانلي، أستراليا ونيوزيلندا وجزيرة نورفولك وجزر ميلانيزيا وميكرونيزيا وبولينيزيا تحت التسمية الأكثر تقييدًا، جزر جنوب المحيط الهادئ، على الرغم من أن هاواي ومعظم الجزر في ميكرونيزيا تقع تقنيًا في شمال المحيط الهادئ. كما أنه يُدرج جزر غالاباغوس في تعريفه لجنوب المحيط الهادئ، ولكنه لا يشمل أي جزر أخرى تقع داخل منطقة جنوب شرق المحيط الهادئ، باستثناء جزيرة إيستر التي تعتبر جزءًا من بولينيزيا.